# Fusariotoxikózy drůbeže
Fusariotoxikóza drůbeže je onemocnění způsobované mykotoxiny produkovanými toxigenními druhy plísní rodu Fusarium. Z nich jsou nejzávažnější trichotecenové toxiny a mykotoxiny s estrogenní aktivitou. Některé druhy plísní Fusarium spp. produkují i jiné mykotoxiny. Např. fusarochromanon (TDP-1), který se podílí na vzniku osteopatií u brojlerů (koncentrace v krmivu >20 ppm) a u nosnic snižuje líhnivost násadových vajec.  Plíseň F. moniliforme produkuje vodorozpustné fumonisiny, které u krůťat (>325 ppm) a brojlerů (>250 ppm) snižují příjem krmiva, nebo moniliformin (>50-100 ppm), který navíc vyvolává akutní nekrózu myokardu u kachňat, kuřat i krůťat. Plísně Fusarium spp. obecně produkují toxiny za nižších teplot, než jsou teploty potřebné pro optimální růst mycelií. Podle příčiny onemocnění se rozlišují trichotecenové a zearalenonové toxikózy.

## Trichotecenové toxikózy
Trichotecenové mykotoxiny jsou produkovány zejména plísněmi rodů Fusarium spp., někdy také i rody Myrothecium, Cephalosporium, Trichoderma, Trichothecium, Cylindrocarpon, Veriticimonosporium a Phomopsis. Růstové podmínky pro tyto rody plísní i pro produkci trichotecenových mykotoxinů jsou odlišné od podmínek vyžadovaných plísněmi produkujícími aflatoxiny i ochratoxiny. Proto společný výskyt těchto mykotoxinů je vzácný. Produkce trichotecenů je nejvyšší při vysoké vlhkosti prostředí a teplotách pod 20 °C.
Z řady chemicky příbuzných trichotecenů jsou pro drůbež nejzávažnější T-2 toxin (12,13-epoxytrichotecen), HT-2 toxin (hydroxy T-2) a diacetoxyscirpenol (DAS). Deoxynivalenol (DON, vomitoxin) je pro drůbež méně toxický, závažné problémy ale může způsobovat u prasat. Trichoteceny inhibují syntézu bílkovin a poškozují činnost immunitního systému, krvetvorbu, cévy, srdce, játra, CNS, kůži, svaly, a trávicí trakt. Jejich toxické působení se u drůbeže projevuje různými klinickými i patologické syndromy nebo jejich kombinacemi, např. jako: 
- hemoragický syndrom,
- nekrózy sliznice gastrointestinálního traktu anebo kůže a poruchy v opeření,
- nervové příznaky (poruchy koordinace, spazmy nebo různě těžké parézy),
- dystrofické změny srdečního svalu, kosterní svaloviny a parenchymatózních orgánů,
- osteopatie (porucha vývoje kostry a změny připomínajícími rachitidu nebo tibiální dyschondroplazie),
- předčasná involuce centrálních lymfatických orgánů s následnou zvýšenou vnímavostí k infekčním nemocem (imunosuprese)

## Zearalenonové toxikózy
Z mykotoxinů s estrogenní aktivitou se u drůbeře nejčastěji vyskytuje zearalenon. Krůty jsou relativně vnímavější než kur domácí; obecně je ale drůbež méně vnímavá, než jiná hospodářská zvířata. Případné toxikózy se projevují poklesem snášky, ascitem, zvýšeným výskytem cyst na vaječníku, vejcovodu a na peritoneu, zduřením a výhřezy kloaky. U hus se pozorují poruchy v oplozenosti vajec (inhibice spermatogeneze).